# Crocidura polia
Crocidura polia — вид ссавців родини Soricidae. Це ендемік Демократичної Республіки Конго. Мало що відомо про середовище існування чи екологію цього виду, однак рослинність у Медже являє собою мозаїку тропічного лісу та савани.